# 11. svibnja
11. svibnja (11. 5.) 131. je dan godine po gregorijanskom kalendaru (132. u prijestupnoj godini).
Do kraja godine imaju još 234 dana.

## Događaji
- 330. – posvećen novi glavni grad Rimskog Carstva - Konstantinopol, po svom utemeljitelju, caru Konstantinu, a kao novi Rim, ili drugi Rim; kasnije Carigrad, danas Istanbul u Turskoj. Postoji, poglavito u književnosti, i naziv Treći Rim, a to je Moskva
- 1846. – Američki predsjednik James Knox Polk pozvao Kongres da objavio rat Meksiku čime će početi Američko-meksički rat
- 1857. – Indijski ustanak
- 1858. – Minnesota postala 32. savezna država SAD-a
- 1910. – Ustanovljen Nacionalni park Glacier u Montani
- 1960. – Mossad u Argentini uhitio Adolfa Eichmanna
- 1987. – U Lyonu počelo suđenje Klausu Barbieu
- 2007. – Crna Gora je postala 47. članica Vijeća Europe
- 2024. – Marko Purišić osvojio drugo mjesto na 68. Eurosongu, što je najbolji rezultat Hrvatske na tome natjecanju.

| - 1825. – Adolf Veber Tkalčević, hrvatski filolog, književnik, književni kritičar i estetičar († 1889.) - 1851. – Maria Teresa Nuzzo, malteška katolička redovnica († 1923.) - 1889. – Maksimilijan Vanka, hrvatski slikar i kipar († 1963.) - 1904. – Salvador Dali, španjolski slikar († 1989.) - 1931. – Zlatko Crnković, hrvatski prevoditelj i književnik († 2013.) - 1933. – Zoran Radmilović, srpski glumac († 1985.) - 1948. – Frano Parać, hrvatski skladatelj, glazbeni pedagog i akademik - 1949. – Radimir Čačić, hrvatski političar - 1953. – Đorđe Balašević, kantautor, pjesnik i glumac († 2021.) - 1966. – Christoph Schneider, njemački glazbenik - 1967. – Janne Ahonen, finski skijaš skakač - 1971. – Dražen Bratulić, hrvatski glumac - 1978. – Perttu Päivö Kullervo Kivilaakso, finski violončelist, član Apocalyptice - 1984. – Andrés Iniesta, španjolski nogometaš | - 1834. – Jožef Balant, slovenski nadbiskup i preporoditelj (* 1763.) - 1869. – Juraj Haulik, hrvatski kardinal i zagrebački nadbiskup (* 1788.) - 1956. – Walter Adams, američki astronom (* 1876.) - 1981. – Bob Marley, jamajkanski reggae glazbenik (* 1945.) |

## Blagdani i spomendani
- Lemurija kod starih Rimljana
- Početak ledenih svetaca.